# Saltuarius kateae
Saltuarius kateae (листохвостий гекон Кейт) — вид геконоподібних ящірок родини Carphodactylidae. Ендемік Австралії.

## Поширення й екологія
Листохвості гекони Кейт мешкають у горах біля південного краю хребта Річмонд на північному сході Нового Південного Уельсу. Вони живуть у відкритих евкаліптових лісах, серед пісковикових скель. Вони сильно постраждали від пожеж у 2019—2020 роках, коли близько 80 % лісу згоріли.